# Bergen (gemeente in Limburg)
| Gemeentegrenzen Wijkgrenzen Buurtgrenzen Autosnelweg Secundaire weg Spoorweg |  |  | ██ Geselecteerde gemeente ██ Bebouwd gebied ██ Bos of park ██ Binnenwater, rivier of kanaal |

Bergen en omgeving

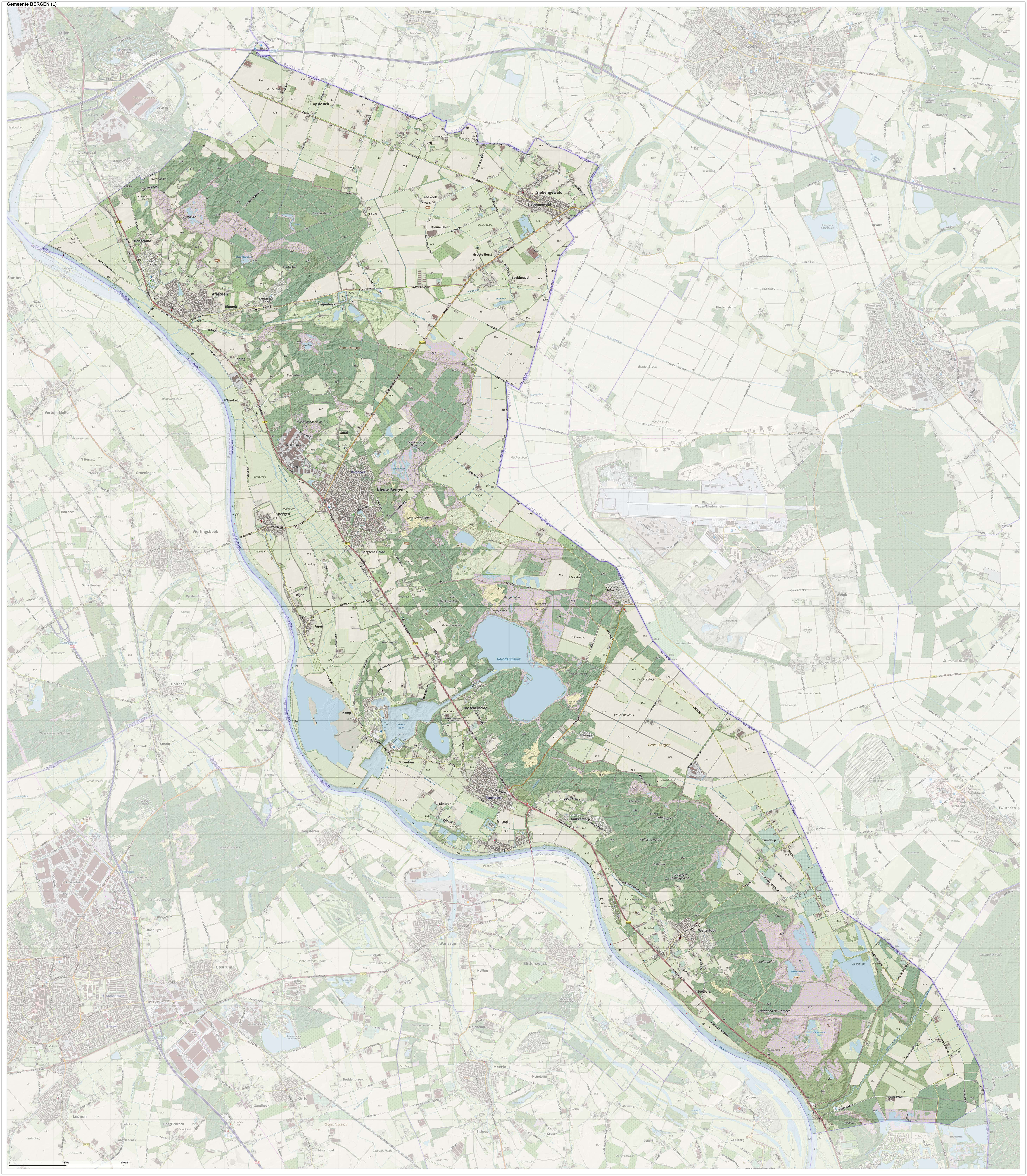
Topografische gemeentekaart Bergen, september 2022

Bergen (uitspraakⓘ) (Kleverlands/Noord-Limburgs: Baerge) is een gemeente in de Nederlandse provincie Limburg. De gemeente telt 13.154 inwoners (22 november 2024, bron: CBS) en heeft een oppervlakte van zo'n 110 km² (waarvan slechts enige km² water).

## Kernen

### Buurtschappen
- Beekheuvel
- Bergsche Heide
- Bleijenbeek
- Bosscherheide
- Elsteren
- Gening
- Groote Horst
- Hengeland
- Heukelom
- Kamp
- Kleine Horst
- Knikkerdorp
- Koekoek
- Lakei
- 't Leuken
- Op de Belt
- Rimpelt Smal
- Tuindorp
- Vrij
- Zeelberg

## Monumenten
- Kasteel Well
- Kapel O.l.V. van Smarten Afferden
- Oud kerkhof Well
- Kerk Afferden
- St. Vituskerk Well
- Korenmolen Afferden
- St. Rochuskapel Well
- Kasteel Bleijenbeek Afferden
- St. Antoniuskapel Aijen
- Veldkruis Afferden
- Monumentale boerderijen
- Mariakapelletje/ Annakapelletje
- Kerktoren Bergen
- Monument der Gevallenen Wellerlooi
- St. Antoniuskapel Heukelom
- Archeologische vondsten nationaal park

In de gemeente zijn er een aantal rijksmonumenten, gemeentelijke monumenten en oorlogsmonumenten, zie:
- Lijst van rijksmonumenten in Bergen (Limburg)
- Lijst van gemeentelijke monumenten in Bergen (Limburg)
- Lijst van oorlogsmonumenten in Bergen (Limburg)

## Politiek

### College van Burgemeester en Wethouders
Voor de periode 2014-2018 was er een college van B&W op basis van een coalitie (8 van de 15 zetels) van CDA, VVD. De burgemeester is partijloos. De wethouders komen uit de fracties van de VVD en het CDA. Vanaf de verkiezingen van 2018 kwam er een college, waaraan ook een extra wethouder afkomstig van de Progressieve Kombinatie is toegevoegd. 

### Gemeenteraad
Sinds 1998 is de Bergense gemeenteraad als volgt samengesteld:
| Gemeenteraadszetels      | Gemeenteraadszetels | Gemeenteraadszetels | Gemeenteraadszetels | Gemeenteraadszetels | Gemeenteraadszetels | Gemeenteraadszetels | Gemeenteraadszetels |
| Partij                   | 1998                | 2002                | 2006                | 2010                | 2014                | 2018                | 2022                |
| ------------------------ | ------------------- | ------------------- | ------------------- | ------------------- | ------------------- | ------------------- | ------------------- |
| CDA                      | 6                   | 6                   | 5                   | 5                   | 5                   | 6                   | 4                   |
| Progressieve Kombinatie  | 5                   | 4                   | 6                   | 3                   | 3                   | 4                   | 4                   |
| KERN                     | -                   | -                   | -                   | 3                   | 5                   | 3                   | 3                   |
| Dorpsbelangen Bergen     | -                   | -                   | -                   | -                   | -                   | -                   | 3                   |
| VVD                      | 3                   | 2                   | 3                   | 4                   | 2                   | 2                   | 1                   |
| Partij Leefbaar Centraal | 1                   | 3                   | 1                   | -                   | -                   | -                   | -                   |
| Totaal                   | 15                  | 15                  | 15                  | 15                  | 15                  | 15                  | 15                  |
| Opkomst                  |                     |                     |                     | 44,02%              |                     |                     |                     |

Het college bestaat uit CDA, Progressieve Kombinatie (PK) en VVD. Zij leveren allen 1 wethouder.

## Dialect
In Bergen wordt een Kleverlands dialect gesproken. Dit dialect heeft veel eigenschappen gemeen met het Brabants en het Limburgs en wordt daarom beschouwd als een Brabants-Limburgs overgangsdialect. Het Bergs is sterk verwant met het Venrays, Genneps, het Land-van-Cuijks en het plat van Kevelaer en omgeving, maar deelt wat minder kenmerken met het Horsters en de dialecten in het Mich-kwartier, die veel zuidelijker van aard zijn.
Het Siebengewalds is weer noordelijker van aard en heeft veel overeenkomsten met het Groesbeeks.

## Lokale omroep
Bergen heeft ook een eigen lokale omroep. De media-activiteiten van de omroep vallen onder de zendmachtiging van de BAVLOS (Bergense en Arcen en Veldense Lokale Omroep Stichting). Maasland Radio is de naam van het radiostation.

## Stedenband
- Miłosław (Polen)

## Aangrenzende gemeenten
| Aangrenzende gemeenten   | Aangrenzende gemeenten | Aangrenzende gemeenten | Aangrenzende gemeenten | Aangrenzende gemeenten |
| ------------------------ | ---------------------- | ---------------------- | ---------------------- | ---------------------- |
| Gennep                   |                        |                        |                        | Goch (D)               |
|                          |                        |                        |                        |                        |
| Land van Cuijk (NB)      | Weeze (D) Kevelaer (D) |                        |                        |                        |
|                          |                        |                        |                        |                        |
| Venray Horst aan de Maas |                        |                        |                        | Venlo Geldern (D)      |